# Diplectrona malickyi
Diplectrona malickyi là một loài Trichoptera trong họ Hydropsychidae. Chúng phân bố ở miền Ấn Độ - Mã Lai.